# Associazione Calcio Fiorentina 1952-1953
Questa voce raccoglie le informazioni riguardanti l'Associazione Calcio Fiorentina nelle competizioni ufficiali della stagione 1952-1953.

## La Stagione

Fulvio Bernardini.

Arriva a Firenze, a campionato iniziato (complice un inizio di stagione disastroso), il neo allenatore Fulvio Bernardini soprannominato "il dottore del calcio". Bernardini prende il posto di Renzo Magli, ma la compagine viola non va oltre il settimo posto, malgrado avesse fatto intravedere buoni progressi. Quest'anno a completare il reparto difensivo arriva Armando Segato e il centrocampista Maurilio Prini, ciò che manca ora è solo un attacco prolifico, anche per la cessione di Pandolfini; questa Fiorentina segna pochino con il miglior marcatore Mariani, autore di solo 6 reti. Da segnalare un brutto 8-0 contro la Juventus a Torino.

## Rosa
| N. |                   | Ruolo | Calciatore           |
| -- | ----------------- | ----- | -------------------- |
|    | Italia (bandiera) | P     | Leonardo Costagliola |
|    | Italia (bandiera) | P     | Luciano Tessari      |
|    | Italia (bandiera) | D     | Giancarlo Capucci    |
|    | Italia (bandiera) | D     | Sergio Cervato       |
|    | Italia (bandiera) | D     | Ardico Magnini       |
|    | Italia (bandiera) | D     | Renzo Venturi        |
|    | Italia (bandiera) | D     | Corrado Viciani      |
|    | Italia (bandiera) | C     | Rodolfo Beltrandi    |
|    | Italia (bandiera) | C     | Giuseppe Chiappella  |
|    | Italia (bandiera) | C     | Natale Colla         |
|    | Italia (bandiera) | C     | Arnaldo Lucentini    |

| N. |                        | Ruolo | Calciatore               |
| -- | ---------------------- | ----- | ------------------------ |
|    | Italia (bandiera)      | C     | Augusto Magli (capitano) |
|    | Italia (bandiera)      | C     | Amos Mariani             |
|    | Italia (bandiera)      | C     | Maurilio Prini           |
|    | Italia (bandiera)      | C     | Francesco Rosetta        |
|    | Italia (bandiera)      | C     | Armando Segato           |
|    | Italia (bandiera)      | A     | Pietro Biagioli          |
|    | Svezia (bandiera)      | A     | Dan Ekner                |
|    | Italia (bandiera)      | A     | Tullio Ghersetich        |
|    | Italia (bandiera)      | A     | Aldo Novelli             |
|    | Paesi Bassi (bandiera) | A     | André Roosenburg         |

## Risultati

### Serie A

#### Girone di andata
| Arbitro: | Righi (Milano) |

|                |           |            |
| Roosenburg 43’ | Marcatori | 65’ Bülent |

| Arbitro: | Canavesio (Torino) |

|           |           |  |
| Galli 66’ | Marcatori |  |

| Arbitro: | Rgato (Mestre) |

|            |           |  |
| Mariani 4’ | Marcatori |  |

| Arbitro: | Valsecchi (Milano) |

|  |           |             |
|  | Marcatori | 24’ Mariani |

| Arbitro: | Bernardi (Bologna) |

|             |           |                       |
| Mariani 22’ | Marcatori | 13’ (rig.) 52’ Vivolo |

| Palermo 19 ottobre 1952 6ª giornata | Palermo          | 0 – 0 | Fiorentina | Stadio La Favorita\| Arbitro: \| Silvano (Torino) \| |
| Arbitro:                            | Silvano (Torino) |       |            |                                                      |

| Arbitro: | Valsecchi (Milano) |

|                               |           |             |
| Mariani 10’ Vitali 51’ (aut.) | Marcatori | 27’ Jeppson |

| Arbitro: | Carpani (Milano) |

|           |           |              |
| Curti 46’ | Marcatori | 50’ Beltandi |

| Arbitro: | Canavesio (Torino) |

|                              |           |                           |
| Ekner 8’ (rig.) Beltandi 48’ | Marcatori | 65’ Travia 80’ Ciccarelli |

| Arbitro: | Bellè (Venezia) |

|                             |           |  |
| Armano 8’, 47’ Skoglund 53’ | Marcatori |  |

| Arbitro: | Marchetti (Milano) |

|             |           |                |
| Mariani 37’ | Marcatori | 50’ Campatelli |

| Arbitro: | Marchese (Napoli) |

|                |           |           |
| Ghersetich 50’ | Marcatori | 58’ Testa |

| Arbitro: | Corallo (Lecce) |

|                                               |           |  |
| Righetto 19’ Gritti 52’ Gotti 57’ Galassi 68’ | Marcatori |  |

| Arbitro: | Rigato (Mestre) |

|                          |           |                |
| Nordahl 22’ Liedholm 50’ | Marcatori | 68’ Ghersetich |

| Firenze 4 gennaio 1953 15ª giornata | Fiorentina            | 0 – 0 | Lazio | Stadio Comunale\| Arbitro: \| Guarnaschelli (Pavia) \| |
| Arbitro:                            | Guarnaschelli (Pavia) |       |       |                                                        |

| Arbitro: | Piemonte (Monfalcone) |

|  |           |                         |
|  | Marcatori | 47’ Buhtz 55’ Moltrasio |

| Arbitro: | Silvano (Torino) |

|                       |           |               |
| Ghiandi 15’ Luosi 21’ | Marcatori | 1’ Ghersetich |

#### Girone di ritorno
| Arbitro: | Carpani (Milano) |

|               |           |                |
| Pellicari 89’ | Marcatori | 54’ Ghersetich |

| Arbitro: | Liverani (Torino) |

|                           |           |  |
| Beltrandi 12’ Mariani 69’ | Marcatori |  |

| Arbitro: | Agnolin (Bassano del Grappa) |

|                    |           |                            |
| Venturi 63’ (aut.) | Marcatori | 50’ Viciani 76’ Ghersetich |

| Arbitro: | Righi (Milano) |

|             |           |  |
| Magnini 85’ | Marcatori |  |

| Arbitro: | Carpani (Milano) |

|                                                                             |           |  |
| Boniperti 1’, 68’ Vivolo 22’ Carapellese 51’, 84’ Hansen 60’, 75’ Præst 78’ | Marcatori |  |

| Arbitro: | Canavesio (Torino) |

|  |           |                         |
|  | Marcatori | 36’ Di Maso 51’ Bettini |

| Napoli 8 marzo 1953 24ª giornata | Napoli          | 0 – 0 | Fiorentina | Stadio del Vomero\| Arbitro: \| De Leo (Mestre) \| |
| Arbitro:                         | De Leo (Mestre) |       |            |                                                    |

| Arbitro: | Guarnaschelli (Pavia) |

|                           |           |  |
| Lucentini 4’ Biagioli 71’ | Marcatori |  |

| Busto Arsizio 22 marzo 1953 26ª giornata | Pro Patria      | 0 – 0 | Fiorentina | Stadio Comunale\| Arbitro: \| De Leo (Mestre) \| |
| Arbitro:                                 | De Leo (Mestre) |       |            |                                                  |

| Arbitro: | Agnolin (Bassano del Grappa) |

|             |           |  |
| Cervato 84’ | Marcatori |  |

| Arbitro: | Orlandini (Roma) |

|                    |           |                    |
| Cervellati 7’, 88’ | Marcatori | 12’ (rig.) Cervato |

| Arbitro: | Pieri (Trieste) |

|                  |           |                          |
| Santagostino 81’ | Marcatori | 15’ Biagioli 55’ Novelli |

| Arbitro: | Bernardi (Bologna) |

|                            |           |                       |
| Novelli 12’ Chiappella 54’ | Marcatori | 26’ Coscia 44’ Gritti |

| Arbitro: | Scaramella (Napoli) |

|  |           |                      |
|  | Marcatori | 35’, 73’, 89’ Burini |

| Arbitro: | Canavesio (Torino) |

|  |           |             |
|  | Marcatori | 78’ Novelli |

| Arbitro: | Corallo (Lecce) |

|                                  |           |           |
| Serone 14’ Marzani 53’, 76’, 86’ | Marcatori | 52’ Colla |

| Arbitro: | Liverani (Torino) |

|                      |           |  |
| Prini 1’ Novelli 62’ | Marcatori |  |

## Statistiche

### Statistiche di squadra
| Competizione | Punti | In casa | In casa | In casa | In casa | In casa | In casa | In trasferta | In trasferta | In trasferta | In trasferta | In trasferta | In trasferta | Totale | Totale | Totale | Totale | Totale | Totale | DR  |
| Competizione | Punti | G       | V       | N       | P       | Gf      | Gs      | G            | V            | N            | P            | Gf           | Gs           | G      | V      | N      | P      | Gf     | Gs     | DR  |
| ------------ | ----- | ------- | ------- | ------- | ------- | ------- | ------- | ------------ | ------------ | ------------ | ------------ | ------------ | ------------ | ------ | ------ | ------ | ------ | ------ | ------ | --- |
| Serie A      | 33    | 17      | 7       | 6       | 4       | 19      | 17      | 17           | 4            | 5            | 8            | 12           | 30           | 34     | 11     | 11     | 12     | 31     | 47     | -16 |

### Statistiche dei giocatori
| Giocatore      | Serie A  | Serie A |
| Giocatore      | Presenze | Reti    |
| -------------- | -------- | ------- |
| R. Beltrandi   | 21       | 3       |
| P. Biagioli    | 15       | 2       |
| G. Capucci     | 5        | 0       |
| S. Cervato     | 31       | 2       |
| G. Chiappella  | 33       | 1       |
| N. Colla       | 4        | 1       |
| L. Costagliola | 34       | -47     |
| D. Ekner       | 29       | 1       |
| T. Ghersetich  | 13       | 5       |
| A. Lucentini   | 23       | 1       |
| A. Magli       | 31       | 0       |
| A. Magnini     | 34       | 1       |
| A. Mariani     | 21       | 6       |
| A. Novelli     | 5        | 4       |
| M. Prini       | 13       | 1       |
| A. Roosenburg  | 9        | 1       |
| F. Rosetta     | 14       | 0       |
| A. Segato      | 15       | 0       |
| R. Venturi     | 16       | 0       |
| C. Viciani     | 8        | 1       |